# Ермаки (Смоленский район)
Ермаки — деревня в Смоленском районе Смоленской области России. Входит в состав Гнёздовского сельского поселения. Население — 59 жителей (2007 год). Малая родина Героя Советского Союза Е. А. Михаленкова и Героя Социалистического ТрудаН. И. Степанова.

## География
Расположена в западной части области в 21 км к западу от Смоленска.

## История
В годы Великой Отечественной войны деревня была оккупирована гитлеровскими войсками в июле 1941 года, освобождена в сентябре 1943 года.

## Население
59 (2007).

## Известные уроженцы, жители
Уроженцы деревни Ефим Андреевич Михаленков (1909—1992) — лётчик-штурмовик, Герой Советского Союза (1944), Николай Иванович Степанов (8 марта 1927 — 28 декабря 2008) — передовик советского автомобильного транспорта, бригадир водителей автомобилей Горьковского пассажирского автотранспортного предприятия № 1 Министерства автомобильного транспорта РСФСР, Герой Социалистического Труда (1981).

## Инфраструктура
Личное подсобное хозяйство.

## Транспорт
В 0,1 км южнее автодорога М1 «Беларусь». В 2,5 км западнее деревни расположена остановочная платформа О.п. 416-й км на линии Смоленск — Витебск.